# Pappogeomys bulleri
Pappogeomys bulleri é um mamífero roedor da família Geomyidae que é endêmica do México.

## Taxonomia
É monotípico dentro do gênero Pappogeomys. Inclui o Pappogeomys bulleri alcorni [en] como uma subespécie. Anteriormente, esta subespécie era considerada uma espécie separada.

## Descrição
Pappogeomys bulleri é endêmico do centro-oeste do México. O comprimento total do corpo para esta espécie é tipicamente inferior a 270 mm, e sua massa corporal é tipicamente inferior a 250 g. A pelagem de P. bulleri pode variar de um tom claro de cinza a um tom mais escuro, dependendo de sua distribuição geográfica, e a cauda, muitas vezes nua e branca, tem um comprimento que é metade da cabeça e do corpo desta espécie. P. bulleri está bem adaptado para cavar, o que é evidente na sua constituição robusta característica, forma fusiforme, mandíbulas e incisivos poderosos, membros anteriores grandes e fortes, e membros posteriores e quadris reduzidos, frequentemente observados nesta espécie. A dieta desta espécie inclui raízes de arbustos xerofíticos, gramíneas e forbias.

## Habitat
A dispersão do habitat desta espécie varia amplamente, abrangendo desde terras altas florestadas, prados de montanha, planícies com vegetação e planícies costeiras, incluindo áreas próximas ao nível do mar até acima de 3.000 m de elevação. P. bulleri pode ser encontrado principalmente em regiões montanhosas, habitando solos profundos geralmente de origem vulcânica. Esta espécie também pode ser encontrada em ambientes semitropicais, onde arbustos tropicais podem ser usados como fonte de alimento, bem como perto de solo cultivado para o crescimento de lavouras.
Esta espécie é altamente bem-sucedida na criação de sistemas de tocas que podem ser usados para proteção, tanto contra insultos ambientais quanto contra predação, bem como para armazenamento de alimentos e criação de filhotes. As tocas geralmente consistem em uma passagem principal que se divide em muitos ramos. Túneis rasos perto de raízes e outras fontes de alimento são usados para forrageamento, enquanto os túneis mais profundos são usados como locais de nidificação e armazenamento de alimentos. A profundidade média de uma toca habitada por P. bulleri é de 19,9 cm, com um diâmetro médio de túnel de 8,9 cm.